# 9040 Flacourtia
9040 Flacourtia (1991 BH1) là một tiểu hành tinh vành đai chính được phát hiện ngày 18 tháng 1 năm 1991 bởi E. W. Elst ở Đài thiên văn Haute-Provence.